# Ein Zimmer in der Stadt
Ein Zimmer in der Stadt (Originaltitel Une chambre en ville) ist ein französisches Musikfilm-Melodram von Jacques Demy aus dem Jahr 1982.

## Handlung
Bei einem Arbeiterstreik in Nantes im Jahr 1955 stehen sich Demonstranten und Polizei mit voller Härte gegenüber. Der junge Hafenarbeiter François Guilbaud zählt zu den Streikenden, was seine Vermieterin Margot Langlois nicht gerne sieht. Sie hat als gebürtige Baronin und Witwe eines Obersts nicht viel mit den Arbeitern am Hut, dennoch kann sie François und den Bemühungen der Arbeiter nicht ganz ihre Sympathie verweigern. François hat eine Freundin, die Ladenverkäuferin Violette, die unerwartet auf einmal von Heirat und einer gemeinsamen Zukunft spricht. Er reagiert darauf ausweichend, einerseits da er kaum Geld hat, andererseits da er keine tiefe Leidenschaft für Violette hegt.
Nach einem abendlichen Treffen der Arbeiter wird François von einer schönen Frau angesprochen, die einen Pelzmantel, aber nichts darunter trägt. Die beiden schlafen in einem billigen Hotel miteinander und verlieben sich. Dabei findet François heraus, dass es sich um Edith Leroyer handelt, die Tochter seiner Vermieterin. Edith hatte vor einem Monat Edmund Leroyer, einen Händler von Fernsehern, geheiratet. Zwischen Edith und ihrem Ehemann kriselt es bereits, da dieser impotent ist und sich ihr gegenüber besitzergreifend und eifersüchtig aufführt. Zwischen Edith und ihrer Mutter ist die Lage ebenfalls angespannt, da diese ihrer Tochter vorwirft, Edmund von Anfang an nur aus finanziellen Gründen geheiratet zu haben.
Am nächsten Morgen sucht Violette ihren Freund auf und erzählt ihm, dass sie schwanger ist. François muss ihr beichten, dass er sich in eine andere Frau verliebt hat, und sie rennt enttäuscht davon. Unterdessen geht Edith ein letztes Mal in den Fernsehladen ihres Ehemannes, um ihre Sachen mitzunehmen. Edmund, der sich eine letzte Chance erhofft hatte, dreht völlig durch, und bedroht Edith mit einem Messer, woraufhin diese eine Pistole gegen ihn hält. Edmund schneidet sich schließlich in die Kehle und stirbt. Edith geht zu ihrer Mutter und damit auch zu François’ Vermieterin. Das Paar hofft auf eine gemeinsame Zukunft, allerdings ist sich Edith unsicher, ob sie den Blick des sterbenden Edmund je vergessen wird. 
Am nächsten Morgen schließt sich François erneut einer Demonstration an, in deren Auseinandersetzung mit der Polizei er schwer verletzt wird. Seine Mitstreiter tragen ihn in die Wohnung von Madame Langlois, wo er in den Armen von Edith stirbt. Sie meint, dass sie nicht ohne ihn leben kann, und erschießt sich vor den Augen der Anwesenden.

## Hintergrund
Ursprünglich waren Catherine Deneuve, die in den 1960er-Jahren durch ihre Mitwirkung an mehreren Filmen Demys wie Die Regenschirme von Cherbourg bekannt geworden war, und Gérard Depardieu für die Hauptrollen vorgesehen. Deneuve bekannte später, dass sie die Rolle und das Thema des Films ansprechend fand. Als Knackpunkt stellte sich aber heraus, dass Demy in dem komplett gesungenen Film die Stimmen der Schauspieler später von professionellen Sängern übersynchronisieren ließ. Deneuve und Depardieu, die zu diesem Zeitpunkt zu den populärsten Schauspielern ihres Landes gehörten, sahen diesen Schritt kritisch, zumal ihre eigenen Stimmen dem Kinopublikum wohlbekannt waren. Daher lehnte Deneuve die Rolle ab, was zu einem Bruch in ihrer Freundschaft mit ihrem Entdecker Demy führte, der bis zu dessen Tod 1990 nicht mehr ganz verheilte.

## Auszeichnungen
Ein Zimmer in der Stadt gewann den Preis der Syndicat Français de la Critique de Cinéma et des Films de Télévision als Bester französischer Film des Jahres. Bei dem wichtigsten französischen Filmpreis César hatte der Film bei der Verleihung 1983 die meisten Nominierungen, insgesamt neun. In allen neun Kategorien, darunter auch Bester Film, Beste Regie und Beste Filmmusik, ging Ein Zimmer in der Stadt allerdings leer aus.

## Kritiken
Ein Zimmer in der Stadt wurde von den Kritikern bei seinem Erscheinen zum großen Teil gelobt, nachdem Demys vorherige Filme nur wenig Zuspruch erfahren hatten. Es war sein letzter größerer Kritikerfolg. An den damaligen Kinokassen war der Film trotzdem erfolglos. Oft wurde betont, dass Demy den Film im Vergleich zu seinen bekanntesten Filmen aus den 1980er-Jahren mit deutlich größerer Härte inszeniere. Es ist eine „gewalttätige Liebesgeschichte vor dem Hintergrund sozialer Gewalt“, zugleich ist es laut Demy eine „ewige Geschichte“, da es Heftigkeiten der Liebesleidenschaften und Menschen, die für Veränderungen kämpfen, stets geben würde.
Der Filmdienst urteilt: „Eine musikalische Tragikomödie, in der alle Dialoge rezitativähnlich gesungen werden. Realität und Fiktion verbinden sich zu einem irritierenden Gefüge von eigenwilliger Lyrik, in dem Gefühle in stilisierter, dennoch aufklärerischer Weise umschrieben werden.“
Pascal Bonitzer meint, dass niemals zuvor das „tragische Motiv in Demys schwarzrosa Werk so betont wie in diesem Film“ gewesen sei, zugleich sei es „nie (...) schöner“ gewesen. Es sei eine „grausame Geschichte, aber auch eine amüsante“ mit einem „meisterlichen Wechselspiel zwischen Komik und Tragik, zwischen Leichtigkeit und Schwermut, zwischen Lachen und Weinen“. Demys Filme seien ein gesungenes Stummfilmkino, was besonders an Ein Zimmer in der Stadt in seiner Melodramatik deutlich werde. Es gehe Demy darum, gegen die „informative Platitude des Textes (der Dialoge) die Ausdruckskraft der Stimme (der gesprochenen Worte) auferstehen zu lassen, die aus der Gestik, aus dem Körper kommt. Das Melodram besitzt diese Kraft: Es kann den Text in Schreie, Lieder, Klagen zerbersten lassen, kurz in Musik und in Emotionen.“